# Václav Brožík

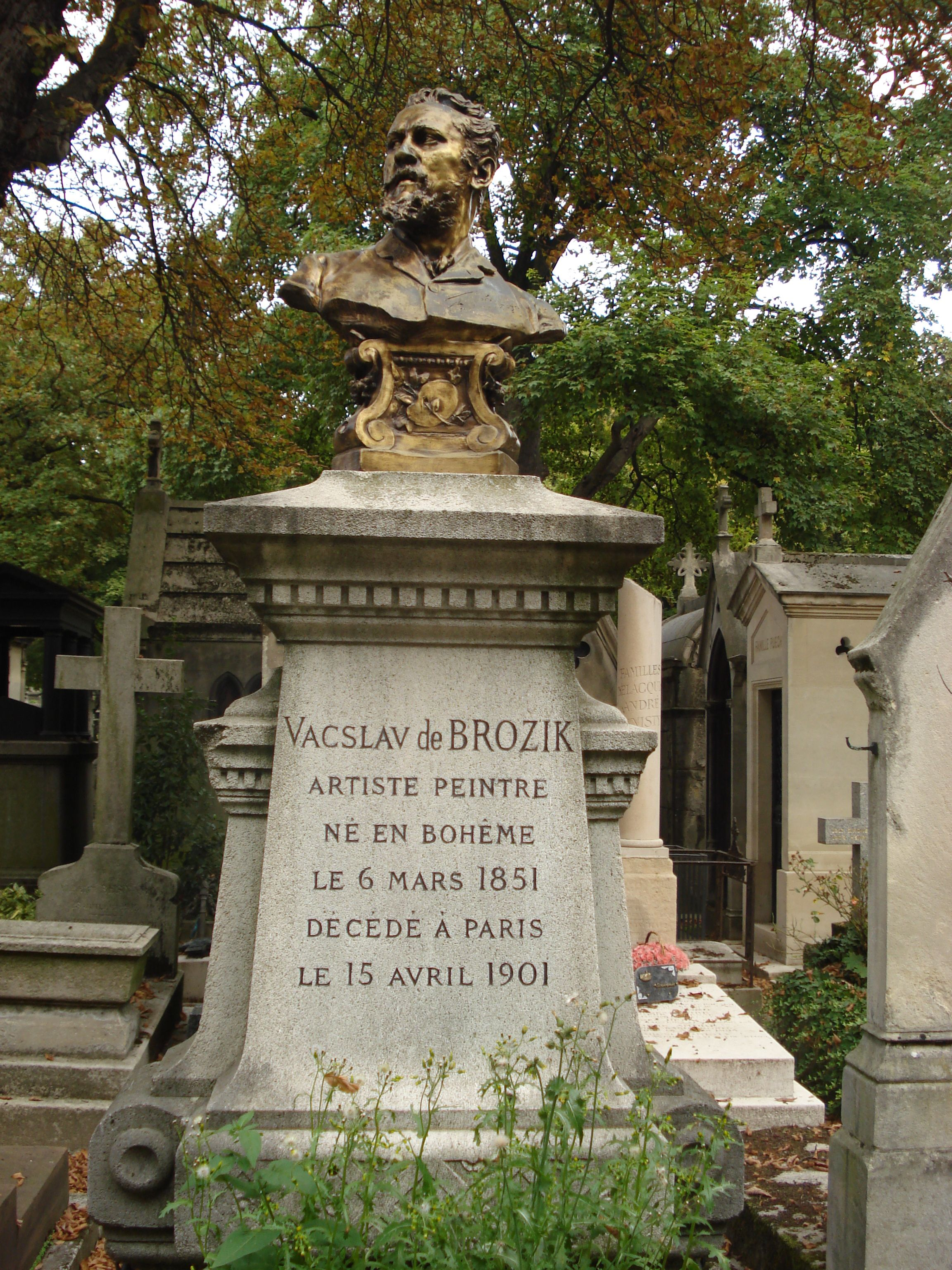
hrobka Václava Brožíka na hřbitově Montmartre

Václav Brožík (6. března 1851 Třemošná – 15. dubna 1901 Paříž) byl český akademický malíř historických a vesnických žánrů a portrétista. V Evropě byl patrně nejznámějším českým malířem poslední čtvrtiny 19. století a v současnosti jeho obrazy patří v aukcích k nejdražším a nejvyhledávanějším z české malby 19. století.

## Život
Václav Brožík pocházel z chudé rodiny, otec byl soustružníkem kovů. Vyučil se litografem a malířem porcelánu  v porcelánce na Smíchově. V letech 1868–1870 a 1874–1875 studoval na Akademii výtvarných umění v Praze u Emanuela Roma, Antonína Lhoty a Jana Swertse, dále na akademiích v Drážďanech a u prof. Karla Pilotyho v Mnichově. Studia ukončil roku 1876 v Paříži na École nationale supérieure des beaux-arts u Léona Bonnata. V roce 1877 se uvedl jako samostatný malíř ve vlastním ateliéru. V roce 1879 podnikl studijní cestu do Nizozemí, kde studoval staré vlámské a holandské malíře. Byl představitelem tzv. „Generace českého Národního divadla“.
Roku 1883 byl vyznamenán francouzským Řádem čestné legie ve stupni rytíř.
Roku 1886 byl vyznamenán Řádem Františka Josefa ve stupni rytíř.
Roku 1890 byl vyznamenán francouzským Řádem čestné legie ve stupni důstojník.
Roku 1891 byl jmenován profesorem a povolán na pražskou Akademii výtvarných umění, kde byl také o rok později jmenován rektorem. Svůj čas až do smrti dělil mezi Prahu a Paříž, kde měl rodinu.
Obchodními kontakty svého tchána dosáhl v Paříži brzy mnoha zakázek na portréty osob z vyšší společnosti. Jeho obrazy byly každoročně vystavovány na pařížských salonech, vyznamenávány a Brožík byl nakonec zvolen členem Francouzského institutu. Z tchánova podnětu namaloval obraz na téma sňatkové politiky rakouské monarchie Tu felix Austria nubeǃ, jímž s přízní rakouského císaře Františka Josefa I. v roce 1897 získal mimořádnou odměnu a povýšení do šlechtického stavu s titulem „von Valrose“.
Stal se nejznámějším českým malířem v Evropě poslední čtvrtiny 19. století. Byl členem francouzské umělecké akademie Académie des Beaux Arts, nositelem kříže Čestné legie, rakouského vyznamenání za vědu a umění Literis et artibus a řádným členem České akademie věd a umění (jmenován císařem 20. dubna 1890). Dosáhl obrovského veřejného úspěchu. Byl ctěn jako největší žijící český malíř.
Reprezentoval soudobou akademickou a oficiální malbu poslední čtvrtiny 19. století v nejvyšší umělecké a řemeslné kvalitě, v žánrech historickém, měšťanském, vesnickém a v portrétech. V krajinomalbě, zejména ve studiích z plenéru, dospěl k impresionismu a realismu. Historikové umění v období moderny a socialismu odsuzovali jeho historické kompozice z českých dějin, že v úsilí o posilování národního a monarchistického uvědomění trpí teatrálností. Malířova píle a houževnatost se zaměřovala někdy na popisnost, ilustrativní detaily a dekorativní kolorit. Příznivě bývají hodnoceny krajiny a žánrové výjevy z venkovského života. Brožík je maloval v intencích svého školení u Léona Bonnata, podnět k některým námětům dal jeho tchán. Virtuózní schopnosti Brožík projevoval jako portrétista věrným vystižením psychologické charakteristiky a atributů  společenského postavení osob, zejména dam v módních oděvech, ale i detailním propracováním materiálu jejich oděvů, oděvních doplňků a interiéru na pozadí.
Od 80. let 20. století negativní odsudky Brožíkova akademismu utichly, zásluhou historičky umění Naděždy Blažíčkové-Horové byly Brožíkovy obrazy a kariéra dokonale prozkoumány, nově publikovány a představeny v nové konfiguraci na souborné výstavě Brožíkova díla v Národní galerii v Praze na konci roku 2003, právem se tato prezentace setkala s pozitivním ohlasem teoretiků i veřejnosti.

## Rodina
Brožík se narodil jako syn Josefa Brožíka (1813–1897), mistra hamru v Železném Hamru u Třemošné, a Kateřiny rozené Sigmondové (1812–1894) z Červeného Hrádku. Rodina se přestěhovala do Prahy v 60. letech 19. století, ačkoliv otec dostal v roce 1860 domovský list pro Dýšinu u Plzně. Bratr Josef se usadil na Vinohradech a bratr František se živil jako typograf a spoluzakladatel firmy Brožík & Janke. Bratranec z matčiny strany byl plzeňský lesník Josef Sigmond.
11. listopadu 1879 se Brožík v Kostele Nejsvětější Trojice v 9. pařížském obvodu oženil s Hermínou Sedelmayerovou (23.1. 1861 Vídeň–13.11.1944 Paříž), dcerou bohatého pařížského obchodníka s obrazy a významného sběratele umění Charlese Sedelmayera. Pár měl dvě děti: Mauricia Charlese (31.8.1880 Paříž – 28.3.1941 Paříž) a Olgu (17.8.1883 Paříž – 22.12.1955 Paříž). Václav Brožík patřil k nejpilnějším malířům své doby. Kromě historických kompozic o velikosti kolem 24 metrů čtverečních, (které často vznikaly pomocí několika studií a variant) vytvořil přes 100 portrétů a žánrů, plnil četné úřední a společenské povinnosti. Zemřel zcela vyčerpán 14. dubna 1901 v Paříži.
Syn Mauricius se narodil ve Francii, od roku 1893 bydlel s rodiči v Praze, kde byl jeho otec jmenován profesorem historické malby a rektorem Akademie výtvarných umění v Praze. 25. ledna 1901 dostal domovské právo v Praze, po dosažení plnoletosti odmítl možnost získat francouzské občanství, byť v Čechách nadále nebydlel. 25. června 1906 se poprvé oženil v Kostele svatého Augustina s Germaine Louise, rozenou Dumesnilovou (nar. 29. září 1884 v Bolbecu). Dcera Olga se vdala 30. června 1904 za Henry Waninga Rochera (nar. 29. srpna 1881 v Paříži), také v Kostele svatého Augustina.
Podle sčítání obyvatel z 29. dubna 1910 se Mauricius de Brozik živil jako kreslíř technických plánů v Allegheny City v Pensylvánii (nyní čtvrt Pittsburghu), později se někdy psal s druhým jménem Charles. 23. května 1916 ho okresní soud v New Yorku prohlásil za občana Spojených států a občanství získala i Germaine, která přicestovala v září 1917. V červnu 1918 se Germaine vrátila do Francie a 26. července 1918 byli manželé soudem v New Yorku rozvedeni.
Mauricius se 17. prosince 1918 oženil v Greenwichi ve Fairfieldském okrese v Connecticutu s Annie Duthoitovou (* kolem 1890 Leeds), vyženil její dceru Gladys (*22.1. 1908, Paříž) z předchozího manželství. V roce 1918 Spojené státy zvýšily věkovou hranici pro verbování vojáků na 40 let, 38letý Maurice Charles Brozik byl naverbován do americké armády pro 1. světovou válku, na straně nepřátel otcova rodného Rakouské monarchie. Byl v té době obchodníkem s obrazy v New Yorku. V květnu 1920 s rodinou odcestoval do Francie a obchodoval s uměním ve firmě bratrance Pierra Fischhofa (*1.3.1888, Paříž, syn tety Emmy Sedelmayerové). 19. dubna 1924 dostali Brožíkovi pasy pro návrat do Států, ale nakonec se usadili ve Francii. Podle sčítání obyvatel bydleli v roce 1926 v Saint-Georges v 9. obvodu a v roce 1936 v Porte Dauphine v 16. obvodu. Maurice zemřel 28. března 1941 v Paříži. Vdova Hermína zemřela 13. listopadu 1944 v Paříži a byla se synem Václavem pohřbena do Brožíkovy hrobky na hřbitově Montmartre. Malířova dcera Olga zemřela 22. prosince 1955 v Paříži.

## Dílo
- Eva z Lobkovic u svého otce v žaláři (1871)
- Svatební průvod královny Kunhuty Uherské (1872)
- Loučení Přemysla Otakara II. s rodinou před válečným tažením do Rakous (1873)
- Ve smrti spojeni (Umírající Anežka Steinhäuserová se Zikmundem ze Švamberka), olej na plátně, (1873), Galerie hlavního města Prahy[18]
- Smrt svaté Ireny, olej na plátně, 103 × 182 cm, (1875, varianta 1876)[19]
- Jaroslav ze Šternberka nad umírající kněžnou Drahomírou, olej na plátně, 1876–1877
- Herečka Julie Šamberková v roli Messaliny, (1876)
- Oběť náboženského fanatismu – Salon 1877
- Jan Ámos Komenský se loučí s Karlem starším ze Žerotína, (1877–1878)
- Portrét Josefa Václava Myslbeka, olej na plátně, 1878, Národní galerie v Praze
- Svatební poselstvo krále Ladislava s královnou Dagmar na francouzském dvoře Karla VII., 1877, dvě varianty a studie; Kancelář prezidenta republiky Praha–Hrad; oceněno Zlatou medailí pro zahraniční umělce na pařížském salonu 1878
- Portrét manželky Hermíny s vějířem, olej na plátně, (kolem 1880), soukromá sbírka[20]
- Pěvec balad, 1882, Národní galerie v Praze; podle knihy Pěvcova kletba od Ludwiga Uhlanda o návštěvě dvou minesengrů, otce a syna, na hradě. Do syna se zamilovala krásná hradní paní a žárlivý manžel ji proto dal zavraždit. Pěvcův nešťastný otec za to všechny proklel. Brožík zachytil citové vzplanutí minesengra k šlechtičně, vztek jejího přihlížejícího manžela a znepokojení otce minnesengra v předtuše tragédie.
- Mistr Jan Hus odsouzen na koncilu v Kostnici, olej na plátně, 405 × 654 cm, (1883), Staroměstská radnice v Praze, varianta Národní galerie v Praze
- Štěstí mateřské, (měšťanská rodina s dětmi v salónu), 1883, Národní galerie v Praze
- Kryštof Kolumbus na dvoře španělském, (1885)
- Předčítání bible u protestantů, 1888, Museum Cincinnati, studie Národní galerie v Praze
- Polyxena z Lobkovic chrání roku 1618 ve svém domě místodržící Martinice a Slavatu před vykonavateli pražské defenestrace
- Venkovští politikáři
- Poslední úpravy (Venkovská rodina před slavností), olej na dřevě, kolem 1890[21]
- Pasačka hus (80. léta), Národní galerie v Praze
- Ženy na trávě (na senách) (80. léta), Národní galerie v Praze
- Selský genre – Salon 1890
- Zvonice ve Vilamé v Bretani (1893)
- Jan Otto (1893), Národní muzeum v Praze
- Tu Felix Austria, nube!, olej na plátně, 429 × 728 cm, signováno vlevo dole V. Brožík; Österreichische Galerie Belvedere ve Vídni; k 50. výročí panování císaře Františka Josefa I. obraz prostřednictvím následníka trůnu Františka Ferdinanda d'Este objednal místodržitel František Thun-Hohenstein. Brožík za něj byl v roce 1897 povýšen do šlechtického stavu s predikátem „von Valrose“. Vztahuje se k sedmi politickým sňatkům Habsburků ze 13.–16. století, jež rodu vynesly vládu nad alpskými zeměmi, Burgundskem, Španělskem, zeměmi České koruny a Koruny svatoštěpánské. Námětem jsou zásnuby dětí českého a uherského krále Vladislava II. Jagellonského s vnuky císaře Maxmiliána I., které se uskutečnily 22. července 1515 v dómu sv. Štěpána ve Vídni a začala jimi středoevropská monarchie Habsburků. Slavnost zachytil Brožík věrně podle Dějin národu českého Františka Palackého a stati Antonína Rezka v Časopise Českého muzea 1881. Brožík namaloval několik studií, dvě z nich má Národní galerie v Praze,[22] další byla vydražena v říjnu 2022 v aukci v Praze.[23].
- Portrét kněžny Marie Antonie Silva Tarroucové, 1892
- Komenský ve své pracovně v Amsterdamu, 1895
- Portrét dámy s chrtem, 1897, Národní galerie v Praze
- Zvolení Jiřího z Poděbrad českým králem, 1898, Staroměstská radnice v Praze
- Děvče při jednocení řepy (1899) – Oblastní galerie Liberec[22]
- Císař Ferdinand I. přijímá umělce na Pražském hradě (1899), Národní galerie v Praze, v aukci studie
- Krávy na pastvě (90. léta)
- Portrét Alexandra Brandejse, statkáře v Suchdole u Prahy (kolem 1899)
- Portrét Heleny Brandejsové, dcery statkáře Brandejse, (1899), Galerie hlavního města Prahy[24]
- Nokturno (1901)

## Galerie

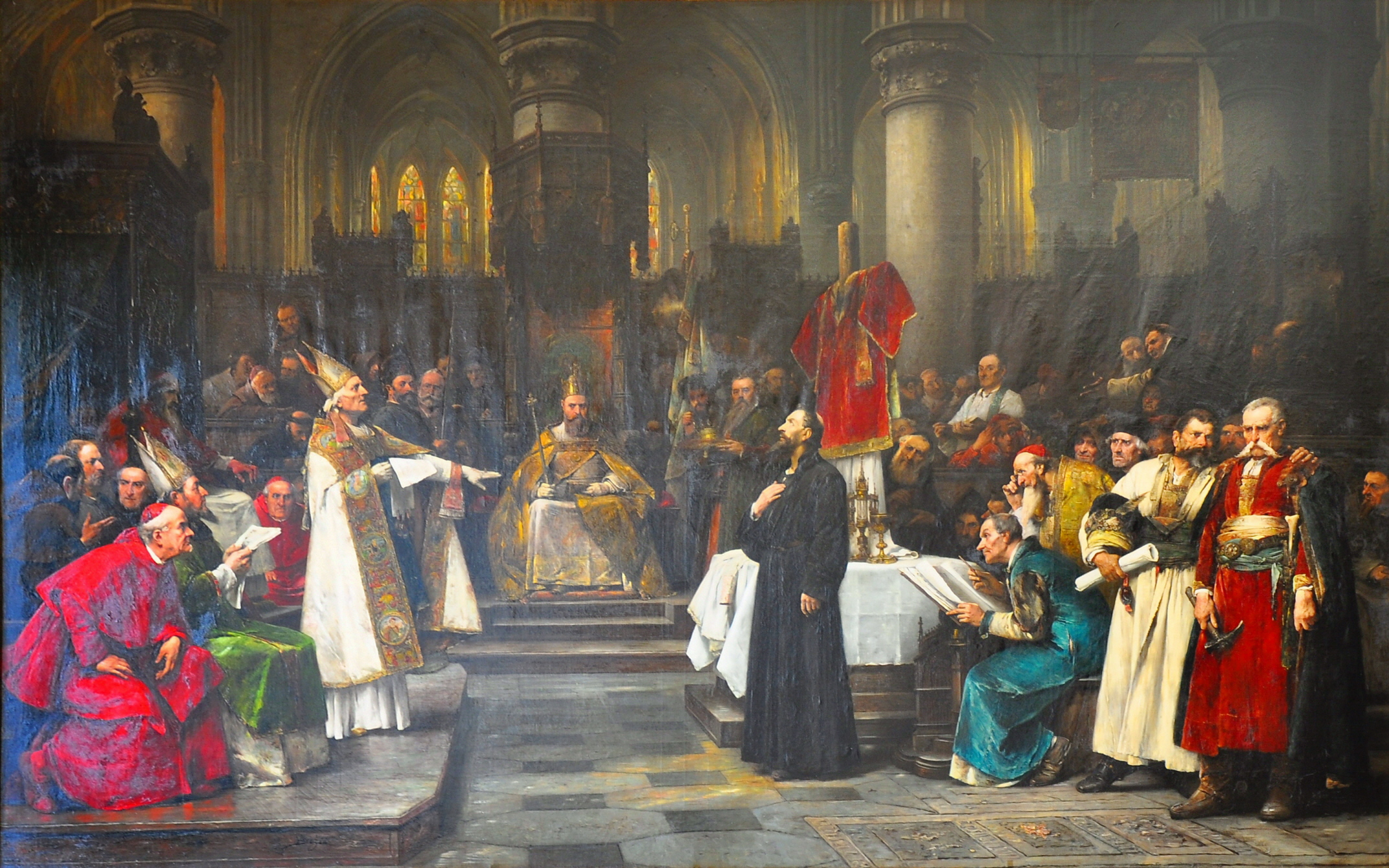
Mistr Jan Hus před koncilem kostnickým
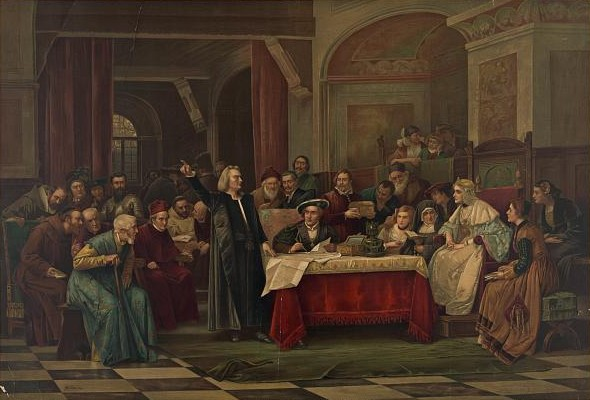
Kryštof Kolumbus na dvoře španělském
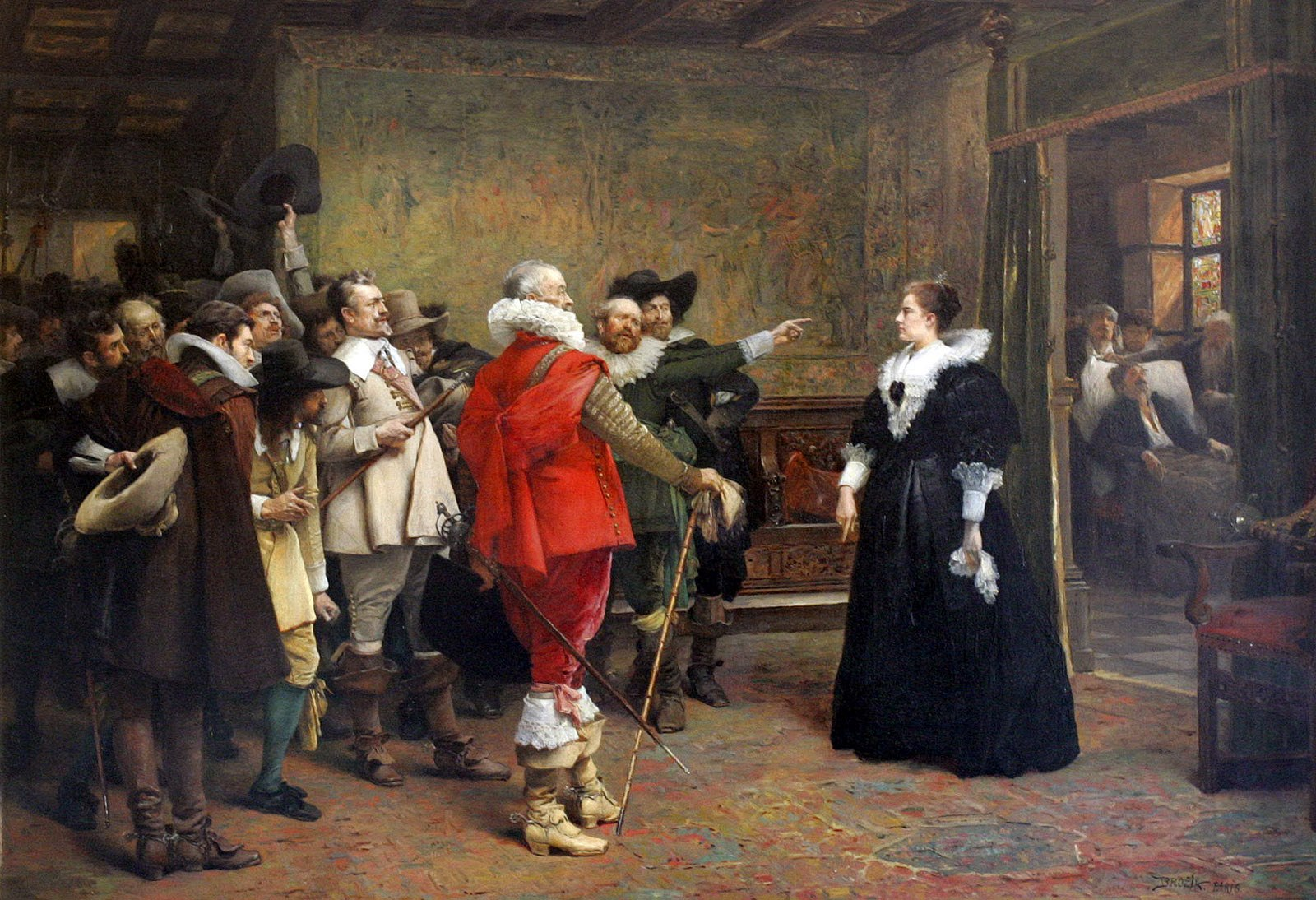
Polyxena z Lobkovic chrání Slavatu a Martinice
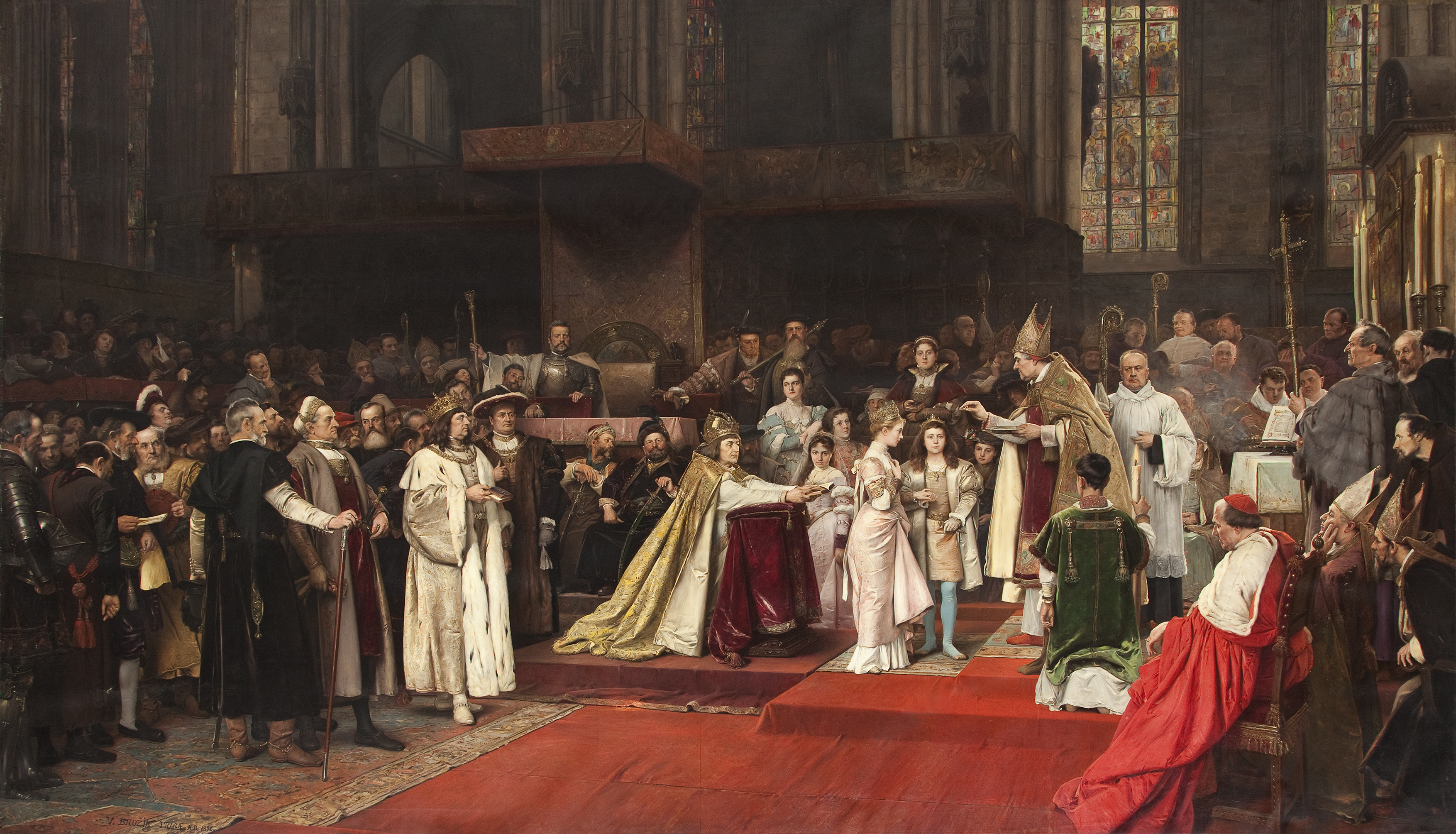
Tu felix Austria nubeǃ
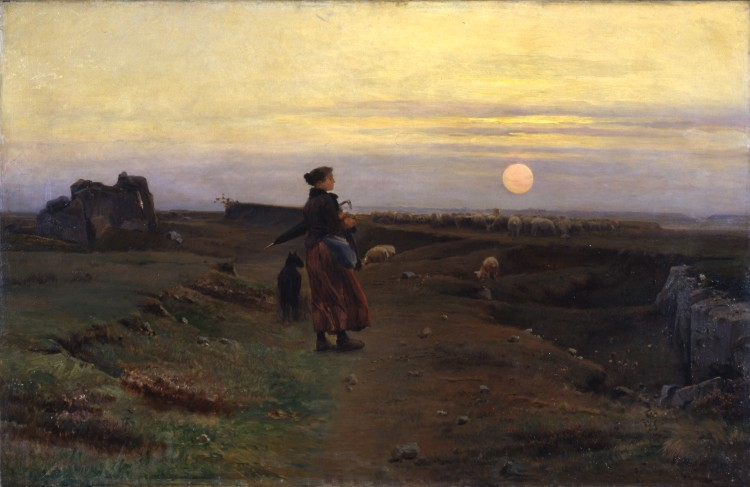
Bretaňská krajina s pasačkou
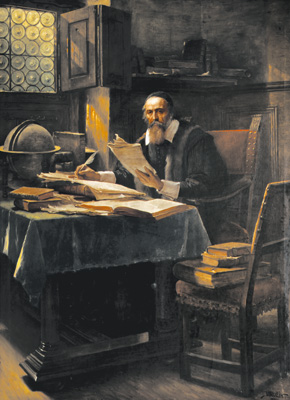
J. A. Komenský v pracovně v Amsterdamu
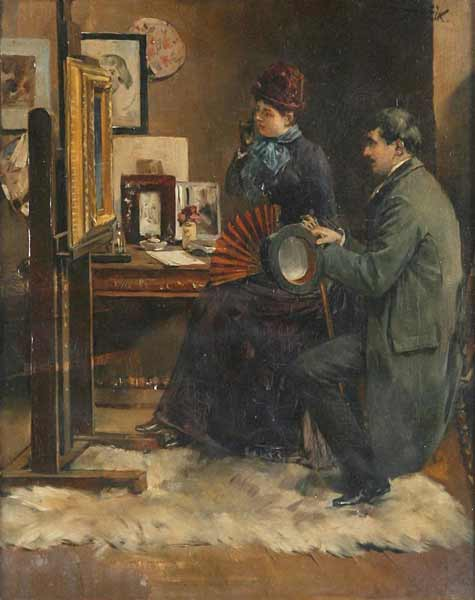
Návštěva v atelieru
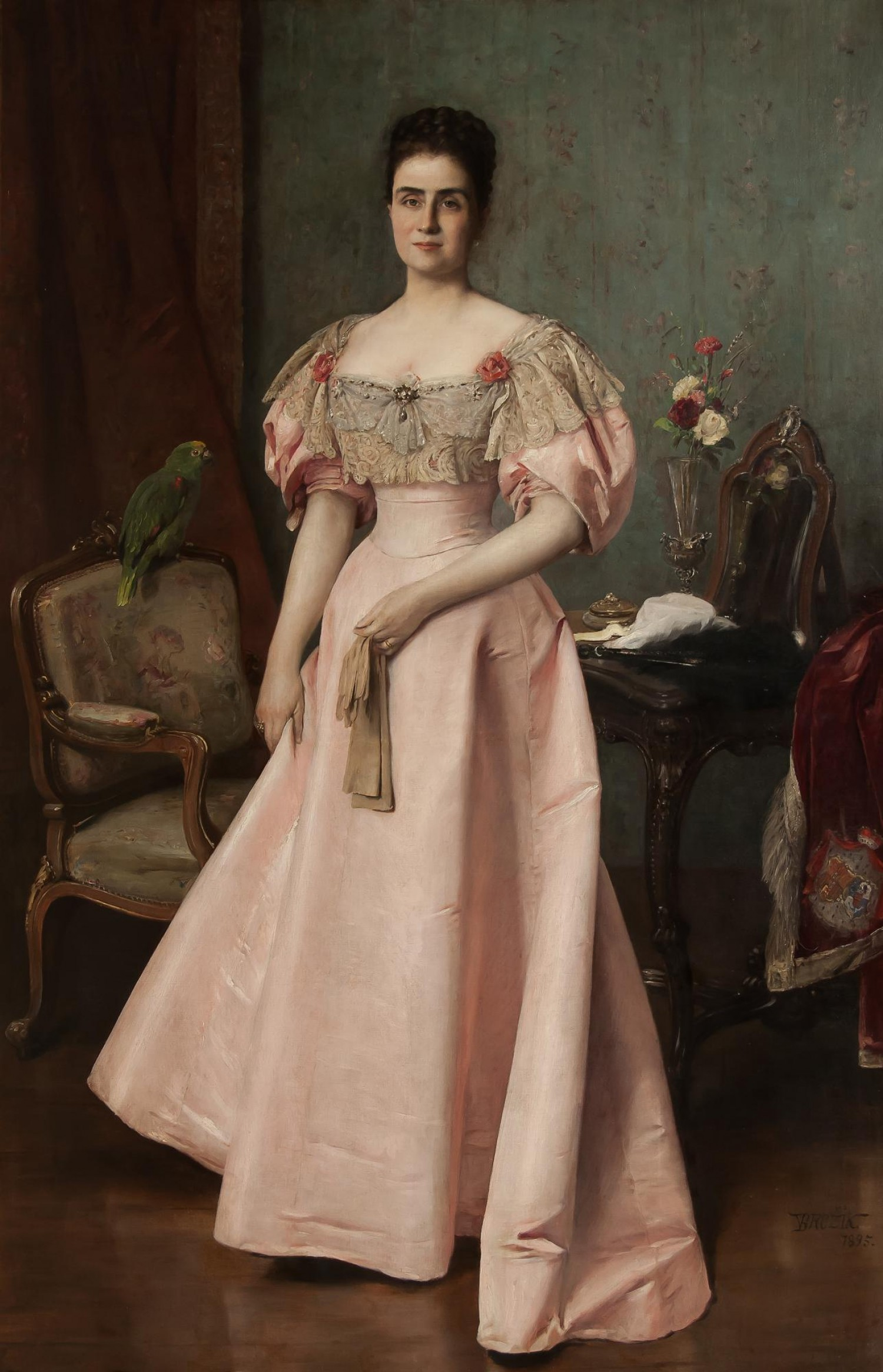
Marie Antonie Silva-Tarouca
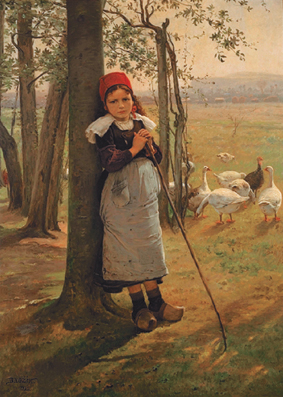
Pasačka hus
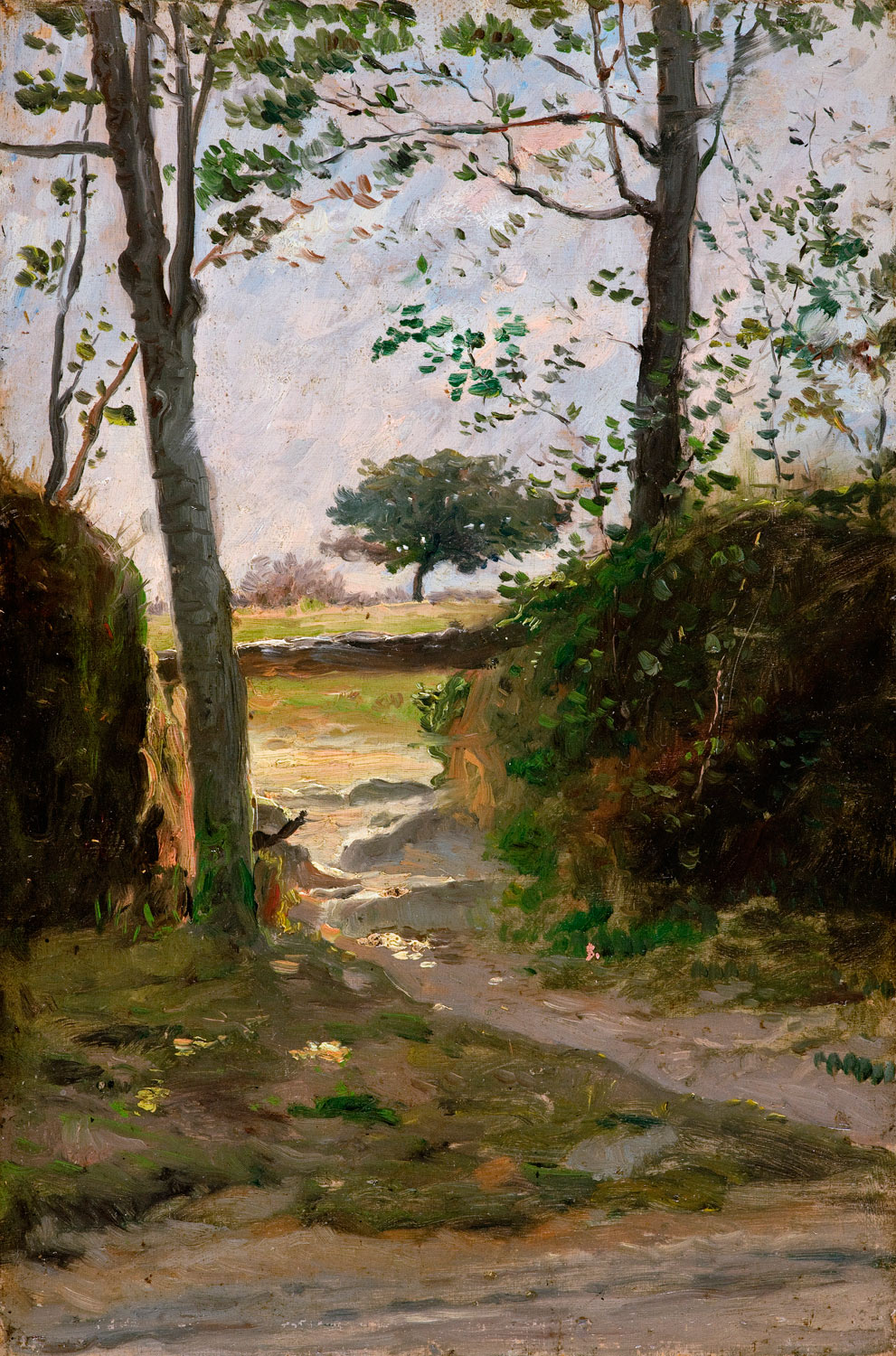
Kraj lesa
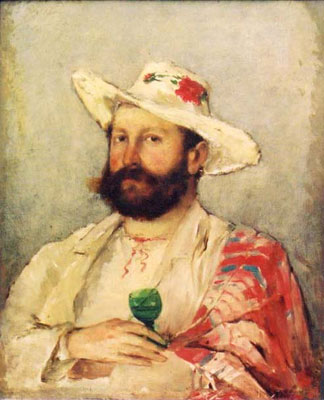
Alexandr Brandejs
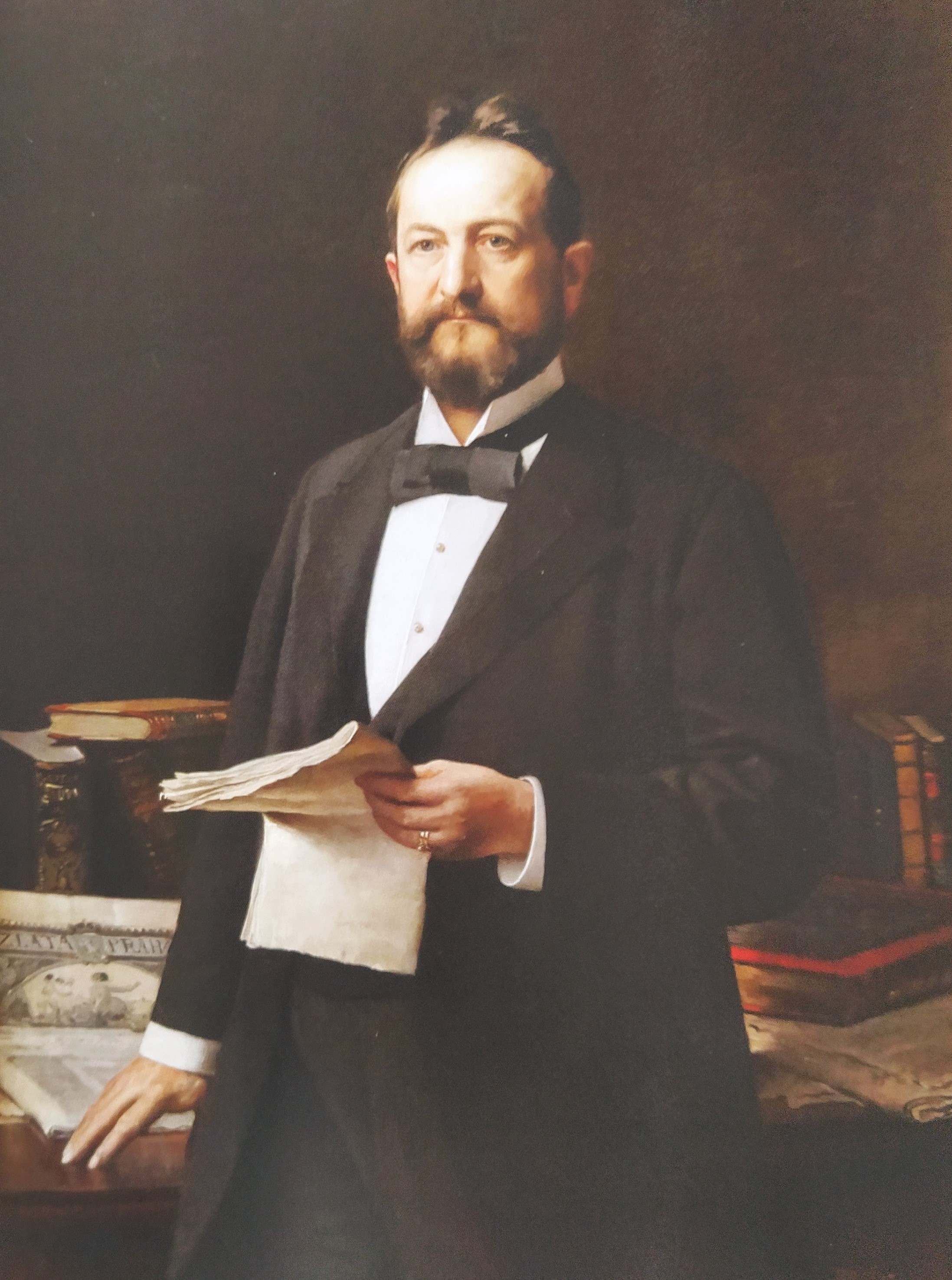
Jan Otto